# Parc naturel Paneveggio - Pale di San Martino
Le parc naturel Paneveggio - Pale di San Martino est une zone naturelle protégée du Trentin-Haut-Adige établie par la province autonome de Trente en 1967. Son objectif est de protéger les caractéristiques naturelles et environnementales ainsi que de promouvoir l'étude scientifiques des biens environnementaux.
Avec une population estimée à plus de 2 000 individus, le cerf est le symbole du parc.

## Géographie

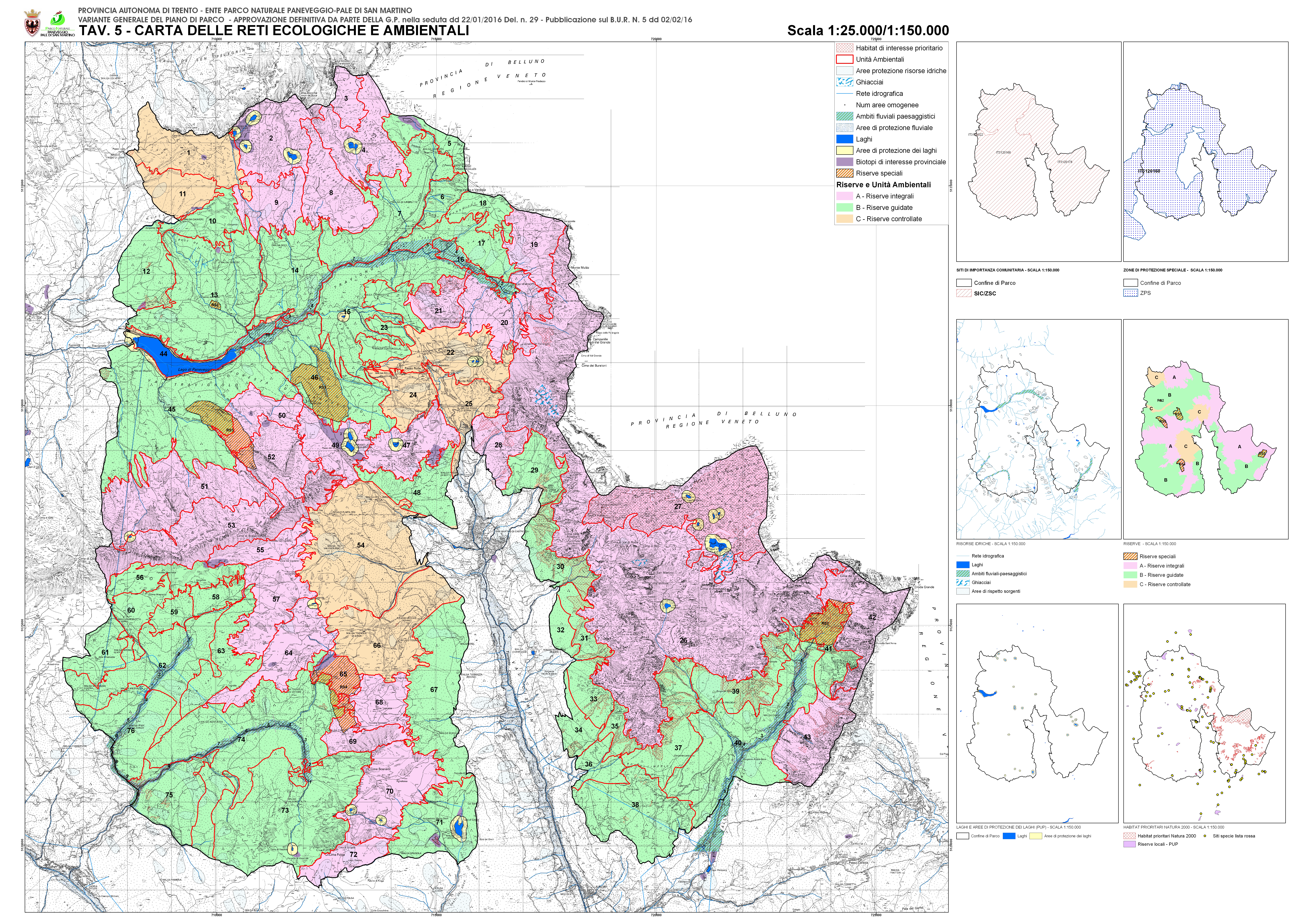
Cartographie italienne des zones de réserve du parc.

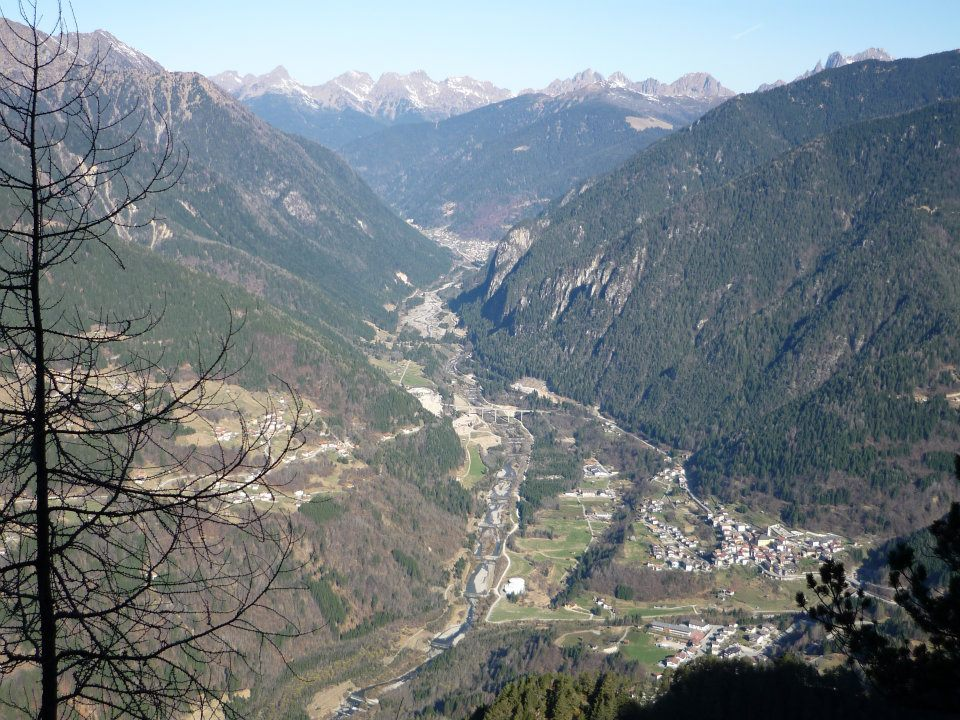
La vallée du Vanoi.

Le territoire du parc Paneveggio - Pale di San Martino est situé dans l'est du Trentin, à une altitude allant de légèrement en dessous de 1 100 m à une environ 3 200 m. Il borde le val di Fiemme et le val di Fassa sur le côté nord, la vallée de Primiero au sud et la vallée du Vanoi à l'ouest. Il se développe autour des bassins versants des ruisseaux Cismon, Vanoi et Travignolo, et comprend la partie incluse dans la province de Trente du groupe montagneux des Pale di San Martino à l'est, tandis qu'à l'ouest, il comprend les ramifications orientales de la chaîne Lagorai. 
Le  parc est divisé en trois zones de réserves distinctes, en fonction des valeurs environnementales présentes et de la pertinence des activités humaines :
- réserve intégrale (39,82 %) : aires protégées où l'environnement se caractérise par une grande naturalité ; les activités de recherche et de surveillance, l'utilisation de sentiers balisés et les activités de pâturage limitées sont autorisées ;
- réserve guidée (49,75 %) : zones dans lesquelles la structure naturelle et paysagère est maintenue par des activités traditionnelles (pâturage, tonte, foresterie) ; la protection vise à équilibrer les activités humaines et les besoins de conservation de la nature ;
- réserve contrôlée (10,43 %) : zones dans lesquelles l'intervention humaine est plus marquée (pistes et remontées mécaniques, établissements résidentiels et touristiques) et où les valeurs naturalistes d'origine peuvent être modifiées ; l'objectif est de réaménager les ouvrages existants et de préserver les zones résiduelles de haute naturalité.

Pour protéger certains aspects particuliers de la biodiversité, 5 réserves spéciales ont également été créées :
- RS Valbona (116,52 ha), dans laquelle se poursuivent les recherches scientifiques sur les relations entre la flore et la faune et sur les limites de tolérance des écosystèmes naturels aux facteurs perturbateurs ;
- RS Val dei Buoi (3,7 ha), une zone qui, depuis plusieurs décennies, n'est plus affectée par les interventions anthropiques ; la dynamique de la forêt laissée à l'évolution naturelle est étudiée ;
- RS Val Canali  (79,11 ha), l'habitat prioritaire est protégé (pin de montagne et hêtre à la limite supérieure de l'aire de répartition) et la colonisation d'espèces d'arbres à haute altitude est étudiée ;
- RS Valsorda (101,04 ha), une zone de tourbières et de zones boisées humides, avec un intérêt élevé pour la vie sauvage ;
- RS Val Ceremana (91,97 ha), une forêt composée d'une de pins avec des caractéristiques structurelles et un âge qui la rendent apte à devenir une ancienne forêt.

Le parc comprend également certaines zones appartenant au réseau écologique européen Natura 2000, qui a pour objectif de maintenir les ressources de biodiversité représentées par les habitats et les espèces d'intérêt communautaire dans un état de conservation satisfaisant.
Il s'agit de 3 ZSC (Zone de conservation spéciale) et d'une ZPS  (Zone de protection spéciale) :
- ZCS Lagorai Orientale - Cima Bocche (IT3120168)
- ZSC Pale di San Martino (IT3120178)
- ZSC Palù dei mugheri (IT3120022)
- Lagorai SPA (IT3120160)

Aux alentours du parc, il y a d'autres sites du réseau Natura 2000 :
- ZSC Lagorai (IT3120097)
- ZSC Pra 'delle Nasse (IT3120028)
- ZSC Sorte di Bellamonte (IT3120023)
- ZSC Valle del Vanoi (IT3120143)
- ZSC / ZPS Val Noana (IT3120126)